# 에르콜레 1세 데스테
에르콜레 1세 데스테(Ercole I d'Este, 1431년 10월 26일 ~ 1505년 6월 15일)는 1471년에서 1505년까지의 페라라 공작이다. 에스테 가문 출신이며, 북풍, 금강석이라는 칭호를 지녔다.

1494년 이탈리아 지도

## 생애
에르콜레는 페라라에서 니콜로 3세와 리차르다 다 살루초(Ricciarda da Saluzzo)의 아들로 태어났다. 그의 외할아버지와 할머니는 톰마소 3세 디 살루초와 루시의 마르게리트이다.
그는 1445년에서 1460년까지 아라곤과 나폴리의 국왕 알폰소 5세(1396~1458)의 나폴리 궁전에서 용병술과 기사도등 양질의 교육받았고, 그 시기에 고대 건축물과 미술품을 감상 할 기회가 많이 있었는데 , 이는 훗날 그를 열렬한 르네상스의 후원가 중 한 명이 되게 하였다.
1471년에 베네치아 공화국의 지원을 받아, 사망한 그의 이복 형제 보르소를 대신하여, 보르소의 아들 니콜로가 만토바에 있던 틈을 타서 그는 페라라 공작이 되었다. 페라라에 그가 없는 동안, 니콜로는 쿠데타를 시도했지만, 실패하였으며, 그와 그의 친척 아초(Azzo)는 1476년 9월 4일 참수형을 당했다. 에르콜레는 1473년에 나폴리 국왕 페르디난도 1세의 딸 엘레오노라 다라곤과 혼인하였다. 나폴리와 동맹을 맺은 에스테 가문은 강력한 세력으로 부상하였다.
1482년에 소금 독점권으로 인해 다툼이 발생하였고 교황 식스토 4세와 동맹을 맺은 베네치아 공화국과 일명 페라라 전쟁(소금전쟁)을 치렀다. 전쟁은 1484년 바뇰로 조약 체결을 통해 폴레시네를 내주면서 끝낼 수 있었다. 페라라는 파국이나 교황청에 흡수되는 것은 피할 수 있었지만, 에르콜레가 병을 얻어 움직이지 못하는 동안에 인접 국가들로 인해 에스테 가문의 재산이 파괴되는 굴욕을 겪었다.
1494년부터 1498년까지 벌어졌던 이탈리아 전쟁에서는 중립을 지켰고, 그후에는 교황청과의 관계를 개선하려 노력하였다. 1501년에 그는 마지못하여, 그의 장남 알폰소와 교황 알렉산데르 6세의 딸 루크레치아 보르자와의 결혼에 동의하였다. 그의 아들 알폰소는 루크레치아의 세번째 남편이였으며 결혼식은 1502년에 올렸다.
후원자로서 그의 차후 인생은 초창기 군사적 차질을 보상해주는 듯하였으며, 특별히 에르콜레는 로마 시대의 황제들처럼 주화에 얼굴을 새긴 유일한 이탈리아 통치자였다.
에르콜레의 예술 후원의 규모와 일관성은 어느 정도는 정치적이고 문화적인 표현이었다. 그는 정성을 들인 무대 장치와 뮤지컬 간주곡을 겻들인 연극을 열었고, 일부는 고대 시대 이후로 최초로 세속적인 연극이었고 성공적인 음악 장치는 바티칸의 예배당을 무색하게 할 정도로 유럽내에서 수 년간 최고 수준이었다. 다음 세기 동안에 페라라는 세속적임을 주안점으로 둔 아방가르드 음악의 중심지 역할을 유지하였다. 음악사에서 에르콜레는 북유럽에서 이탈리아로 재능있는 프랑스 플랑드르 음악가들을 이끌고 온 가장 중요한 이탈리아 귀족들 중 한 명이다. 그와 함께한(의뢰를 받거나 바쳐진) 유럽의 가장 유명한 작곡가로는 알렉산더르 아흐리콜라, 자콥 오브레히트, 하인리히 이자크, 아드리안 빌라르트, 그를 위해 받쳐진 곡은 아니지만 공작의 이름의 음절로부터 배경 테마를 바탕으로한 《페라라의 에르콜레 공》을 작곡한 조스캥 데 프레도 있다.

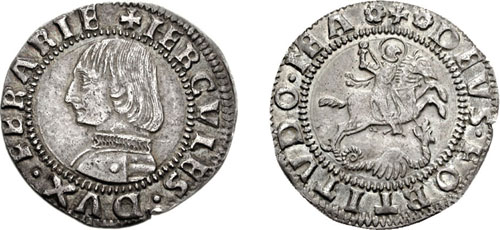
에르콜레 1세가 새겨진 그로셴

에르콜레는 예술 후원가로서의 명성과 함께, 그것과 동일한 무덤과 선미에 대한 무관심한 그의 의도적인 특별함의 표현은 새로운 페라라 공작 수준에 걸맞았다. 그는 시인 보이아르도를 신하로 만들었으며, 또한 그의 저택으로 루도비코 아리오스토를 모셔왔다.
에르콜레 통치 아래, 페라라는 유럽의 선진적인 도시 중 하나가 되었으며, 에르콜레의 직접 지도 하에서 도시 규모가 대략 두 배 가량의 상당한 성작을 겪었고, 최초의 르네상스의 계획되어 실행된 도시 계획을 통해 성장하였다. 도시 개발과 함께, 그는 도시 성벽을 확장하였고, 이 작업을 위해 건축가 비아조 로세티를 고용했다. 페라라의 대부분의 유명 건물들은 그의 재임 시기에 지어졌다.
에르콜레는 페라라 출신이었던 교회 개혁가 지롤라모 사보나롤라의 예찬자였으며, 정신적이고 정치적인 일들에 대해 그의 조언을 구했었다. 1490년대에 두 사람 간의 편지가 대략 12장 정도가 있었다. 에르콜레는 피렌체 교회 당국으로부터 사보나롤라를 풀어주려 했지만, 실패하고 그 개혁 수도사는 1498년에 화형당한다.
1503년 또는 1504년에 에르콜레는 사보나롤라의 명상록 《[[:en:Infelix ego|Infelix ego》으로 구성된 그를 위한 음악적 언약을 작곡하기 위해 조스캥 데 프레를 고용 요청하였다. 그 결과는 공작 그 스스로가 테너 파트 부분을 불렀을 것으로 추정되는 1504년 성주간에 최초로 연주된 《미주레레》였다.
에르콜레는 1505년에 사망하였으며, 그의 아들 알폰소가 이어받았다.

## 가족과 자녀
에르콜레는 엘레오노라 사이에 여섯 명의 자녀를 두었다:
- 이사벨라 (1474~1539)) : 만토바 후작인 프란체스코 2세 곤차가와 혼인
- 베아트리체 데스테 (1475년생) : 밀라노 공작인 루도비코 스포르차와 혼인
- 알폰소 1세(1476~1534): 루크레치아 보르자와 혼인, 페라라 공작
- 페란테(Ferrante) : 1506년에 형제 알폰소에 의해 수용소로 보내져, 그곳에서 34살의 나이에 사망함
- 이폴리토 : 추기경
- 시지스몬도 데스테

에르콜레는 두 명의 사생아를 두었다:
- 루크레치아 데스테(Lucrezia d'Este, 1477년 출생 : 안니발레 2세 벤티볼리오와 혼인
- 줄리오